# Ņ
O Ņ (minúscula: ņ) é uma letra (N latino, adicionado de uma vírgula) utilizada no alfabeto letão, com o som quase equivalente ao  Ñ do espanhol.